# Magistralinis kelias A3
La Magistralinis kelias A3 è una strada maestra della Lituania e della Bielorussia. Collega la capitale Vilnius alla città di Medininkai, per poi giungere a Minsk.

## Descrizione
La lunghezza della strada è di 33,88 km.
La strada A3 è parte della strada europea E28, che collega Berlino a Minsk.

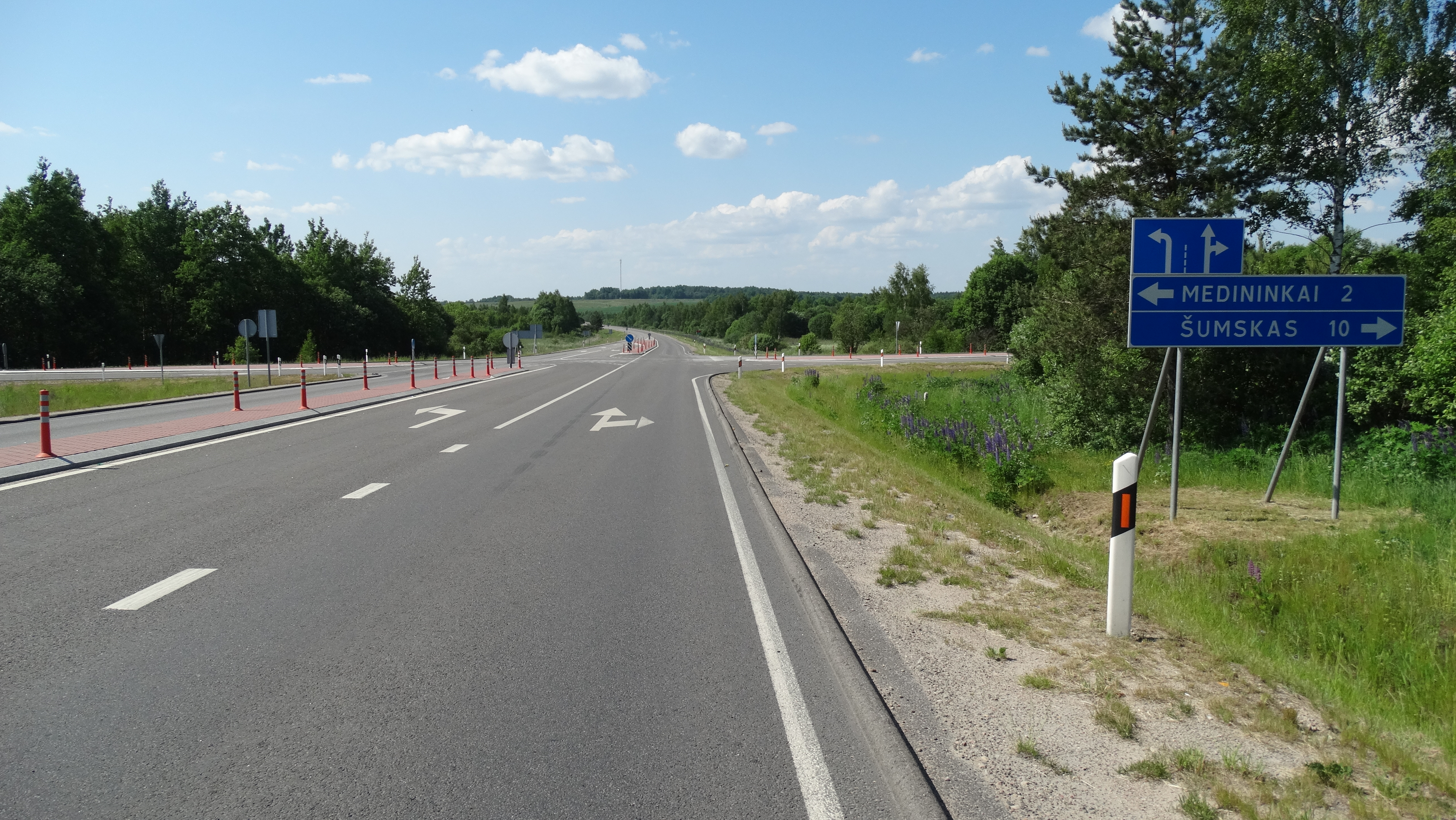
Percorso stradale nei pressi section di Medininkai

Superato il confine bielorusso, l'A3 prosegue con la denominazione di M7, la quale, come detto, conduce a Minsk. Da Vilnius all'incrocio con la statale 106, la strada è composta da quattro o sei corsie (due o tre per carreggiata).